# Midwinter Graces
Midwinter Graces è l'undicesimo album in studio della cantautrice e pianista americana Tori Amos. L'album, registrato in Inghilterra, è stato pubblicato il 10 novembre 2009, ad eccezione del mercato inglese, per il quale è stato pubblicato il 16 novembre 2009.

## Background
La realizzazione dell'album è avvenuta su suggerimento di Doug Morris, presidente e amministratore delegato della Universal Music Group, che incoraggiò la Amos a completare il progetto nel marzo 2009. Dopo un'estate passata a comporre nuovi testi e musiche e ad arrangiare inni e canti scelti per la realizzazione dell'album, ha iniziato la registrazione mentre era ancora in tour. Gran parte del materiale è stato registrato in Cornovaglia nei Martian Studios, di proprietà del marito della cantante.

## Critica
Il sito ondarock ha recensito positivamente l'album definendolo un prodotto impeccabile, ben calibrato ed è stata ben apprezzata l'idea della Amos di ripescare brani tradizionali risalenti dal quindicesimo al diciottesimo secolo e fonderli tra loro per creare degli inediti; ha anche criticato alcune tracce dell'album come Winter's Carol una ninna nanna fredda, e Harps of Gold definita spaventosamente kitsch

## Tracce
1. What Child, Nowell – 3:45
2. Star of Wonder – 3:50
3. A Silent Night with You – 3:22
4. Candle: Coventry Carol – 3:18
5. Holly, Ivy, and Rose – 4:44
6. Harps of Gold – 3:10
7. Snow Angel – 3:43
8. Jeanette, Isabella – 4:28
9. Pink and Glitter – 4:57
10. Emmanuel – 3:00
11. Winter's Carol – 5:19
12. Our New Year – 4:14

Durata totale: 47:50
Edizione deluxe
1. Comfort and Joy – 3:56
2. Stille Nacht, Heilige Nacht! – 3:39

iTunes Bonus Track
1. Good King Wenceslas – 5:33

## Classifiche
| Paese       | Posizione massima |
| ----------- | ----------------- |
| Francia     | 133               |
| Paesi Bassi | 99                |
| Stati Uniti | 66                |